# Иван Янков (спортист)
Вижте пояснителната страница за други личности с името Иван Янков.
Иван Янков Маринов е български състезател по борба свободен стил.

## Биография
Роден е на 7 юни 1951 година във варненското село Орешак. Има гагаузки произход. На летните олимпийски игри в Москва печели сребърен медал в категория до 68 кг. Трикратен европейски шампион – от Лозана (1973), Лудвигсхафен (1975), София (1978). Той е 2 пъти европейски вицешампион – през 1979 и 1980 г., 2 пъти бронзов медалист – през 1976 и 1982 г. Носител е на златния пояс на Дан Колов през 1976 година.